# Josef Kainar
Josef Kainar (ur. 29 czerwca 1917 w Przerowie, zm. 16 listopada 1971 w Dobříšu) – poeta, dramaturg i tłumacz czeski.

## Życie
Josef Kainar był synem i wnukiem kolejarza. W roku 1927 jego rodzice się rozwiedli, Josef został z ojcem. Nauki pobierał w szkołach średnich w Ołomuńcu oraz Hulczynie. Maturę zdał w roku 1938. Z powodu zamknięcia przez Niemców czeskich uczelni wyższych nie mógł dokończyć rozpoczętych w na Uniwersytecie Karola w Pradze studiów bohemistycznych i romanistycznych. W czasie wojny zarabiał na życie jako kolejarz, pracownik tartaku oraz gitarzysta i skrzypek w orkiestrze rozrywkowej (komponował również utwory taneczne). Muzyka, przede wszystkim jazz i blues, zajmowała go także i później. Próbował też sił w plastyce i fotografii. W latach 1945–1947 pracował w redakcji brneńskiego dziennika „Rovnost”, z którym współpracował także i później jako publicysta. W 1956 r., po rozpadzie pierwszego małżeństwa, przeprowadził się do Pragi, większość czasu spędzał jednak w domach pracy twórczej na zamku w Dobrzyszu i w Żdani, W początkach tzw. normalizacji po inwazji państw Układu Warszawskiego na Czechosłowację przyjął funkcję prezesa zarządu nowo tworzonego Związku Pisarzy, śmierć jednak nie pozwoliła mu już jej objąć. Był członkiem Grupy 42.

## Twórczość
Pierwszy wiersz napisał w 1924. Pod koniec 1935 r. gotowy był tomik, zatytułowany Tulák spí na louce (Włóczęga śpi na łące), rozważano jego wydanie, ale ostatecznie rzecz pozostała w rękopisie. Debiutował książką Příběhy a menší básně (1940, Historie i mniejsze wiersze). Potem przygotował tom Dvůr a jiné básně (Podwórze i inne wiersze), którego rękopis posłał wydawnictwu Melantrich. Książka ostatecznie się nie ukazała, a jej rękopis zaginął. Wydany jako drugi tom Nové mýty (1946, wyd. zmienione 1967, Nowe mity), uważanym na ogół za jego najwybitniejszą książkę. Kainar najbardziej zbliżył się tu do programu Grupy 42. W 1947 wyszedł zbiorek Osudy (Losy) zawierający utwory wcześniejsze od pomieszczonych w Nowych mitach. Następne lata przyniosły regres w twórczości poety, który wydał typowo socrealistyczne zbiorki Veliká láska (1950, Wielka miłość), Český sen (1953, Czeski sen), gdzie wyrzeka się swego widzenia świata i indywidualnych cech swojej poetyki i w pełni podporządkowuje się poetyce ogólnie obiowiązującej i ogólnie obowiązującej wizji świata. Niewiele nowych akcentów zawierał tom Člověka hořce mám rád (1959, Gorzko kocham człowieka). Natomiast lata sześćdziesiąte przyniosły znowu tomy wysokiej klasy poetyckiej, nawiązujące do niektórych tendencji widocznych w pierwszych książkach pisarza. Ukazały się Lazar a píseň (1960, Łazarz i pieśń), Moje blues (1966, Moje bluesy) oraz tom tekstów pisanych do klasycznych standardów jazzowych Miss Otis lituje... (1969, Miss Otis żałuje...). Pośmiertnie wyszedł tom Včela na sněhu (1982, Pszczoła na śniegu), niebędący rekonstrukcją książki planowanej przez poetę, tylko zbiorem utworów pisanych pod koniec życia i drukowanych w czasopismach. Ponadto Kainar tłumaczył poezję rosyjską i niemiecką i wydał kilka książek adresowanych do czytelnika dziecięcego. Jest również autorem utworów dramatycznych, przeważnie o wymowie satyrycznej. Najciekawszy z jego tekstów przeznaczonych na scenę to jeden z pierwszych czeskich przykładów teatru absurdu, dramat Ubu se vrací aneb Dršťky nebudou (wyst. 1949, Ubu wraca albo Flaków nie będzie). Pisał również dla czytelnika dziecięcego.
Na język polski tłumaczył jego wiersze Leszek Engelking. Ich duży blok znalazł się w jego antologii poezji czeskiej Maść przeciw poezji (Wrocław 2008).

## Literatura
- Milan Blahynka, Člověk Kainar, Ostrava 1983
- Leszek Engelking, Nowy mit, stary rytuał. O wierszu Josefa Kainara Stříhali dohola malého chlapečka (Strzyżono na glacę małego chłopczyka). (W:) Obraz minulosti v současné české a polské literatuře. Sborník z mezinárodní vědecké konference. Obraz przeszłości we współczesnej literaturze czeskiej i polskiej. Materiały z międzynarodowej konferencji naukowej, Opava-Katowice 2006
- Jiří Holý, Josef Kainar: Nové mýty. (W:) Česká literatura 1945-1970. Interpretace vybraných děl, Praha 1992
- Jiří Opelík, Kainar. (W:) Jak číst poezii, red. Jiří Opelík, Praha 1969
- František Všetička, Kainarova absolutně skutečná báseň. Zlatý máj 1981, XXV, nr 8